# Truyền hình An Viên
Truyền hình An Viên là thương hiệu dịch vụ truyền hình trả tiền do Công ty Cổ phần Nghe nhìn Toàn cầu (AVG) cung cấp. Truyền hình An Viên phát trên hai hạ tầng là truyền hình số mặt đất (DTT) và truyền hình số vệ tinh (DTH), phủ sóng toàn quốc. Hệ thống truyền hình đa kênh AVG – Truyền hình An Viên đang truyền dẫn phát sóng 55 kênh truyền hình và 5 kênh phát thanh ca nhạc.

## Lịch sử phát triển
- Ngày 10 tháng 10 năm 2010[1]: Truyền hình An Viên phát sóng thử nghiệm toàn quốc nhân dịp Đại lễ 1000 năm Thăng Long – Hà Nội.
- Ngày 18 tháng 12 năm 2010[2][3][4]: AVG công bố bản quyền phát sóng giải vô địch bóng đá Việt Nam (V-League), bản hợp đồng mà AVG đã ký với Liên đoàn bóng đá Việt Nam (VFF) có thời hạn 20 năm. Sự việc này đã gây tranh cãi trong dư luận, đặc biệt là với VTV và VTC, hai đài truyền hình đã trực tiếp tất cả các mùa giải V-League trước đó.
- Ngày 11 tháng 11 năm 2011[1]: Truyền hình An Viên phát sóng chính thức toàn quốc và chính thức cung cấp dịch vụ truyền hình kỹ thuật số mặt đất (DVB-T2) tại Hà Nội, Đà Nẵng và TP. Hồ Chí Minh.
- Ngày 13 tháng 1 năm 2012: Truyền hình An Viên chính thức cung cấp dịch vụ truyền hình kỹ thuật số vệ tinh (DVB-S2) trên vệ tinh NSS-6 tới 63 tỉnh và thành phố trên cả nước thông qua hơn 100.000 bưu điện, bưu cục, điểm dịch vụ của VNPost.
- Từ tháng 6 năm 2014[5][6][7][8][9]: AVG được Bộ Thông tin và truyền thông cấp phép sử dụng tần số truyền hình mặt đất thứ 4, đồng thời thực hiện việc tăng kênh, bổ sung thêm nhiều kênh truyền hình đặc sắc trong nước và thế giới.
- Ngày 15 tháng 1 năm 2015[10]: Truyền hình An Viên phát sóng tín hiệu truyền hình kỹ thuật số vệ tinh song song trên 2 vệ tinh Vinasat-2 và NSS-6.
- Ngày 15 tháng 5 năm 2015[11]: Truyền hình An Viên dừng phát sóng tín hiệu truyền hình kỹ thuật số vệ tinh trên vệ tinh NSS-6, chỉ phát sóng truyền dẫn qua vệ tinh Vinasat-2.
- Ngày 7 tháng 1 năm 2016[12][13]: Mobifone mua lại AVG. Mobifone nắm 95% cổ phần tại AVG và dự định phát triển mảng truyền hình trả tiền và miễn phí.
- Ngày 26 tháng 4 năm 2016[14]: Truyền hình An Viên đổi tên thành MobiTV.
- Tháng 11 năm 2016[15]: MobiTV ra mắt đầu thu truyền hình kỹ thuật số FTV, cho phép thu sóng các kênh truyền hình quảng bá.
- Từ 7:00 đến 23:00 ngày 20 tháng 11 năm 2016[16][17]: MobiTV cùng với Đài tiếng nói Việt Nam (VOV) và Đài truyền hình kỹ thuật số VTC thực hiện cầu truyền hình “Ngày thầy trò” nhân ngày Nhà giáo Việt Nam. Chương trình được trực tiếp trên kênh VOV TV, Truyền hình Nhân Dân, ANTV, BTV6 - VietTeen, BTV9 - An Viên, BTV11 - SAM, THĐT2 - Miền Tây, ANTG - An Ninh Thế Giới, VTC2, HTV1 (TP. HCM) và một số kênh truyền hình địa phương.
- Ngày 11 tháng 6 năm 2018[18]: Truyền hình MobiTV thực hiện chuyển đổi tần số phát sóng theo yêu cầu của Bộ Thông tin và truyền thông.
- Ngày 18 tháng 12 năm 2018[18]: MobiFone và Công ty cổ phần Nghe nhìn Toàn cầu đã ký thỏa thuận hủy bỏ, chấm dứt và thanh lý giao dịch mua bán cổ phần của MobiFone tại AVG. Như vậy, MobiFone không còn sở hữu dịch vụ Truyền hình MobiTV.
- Ngày 15 tháng 9 năm 2019[18]: Công ty Cát Tiên Sa (đơn vị tham gia sản xuất các chương trình xã hội hoá trên VTV và HTV) tham gia đầu tư vào dịch vụ truyền hình MobiTV[19]. Truyền hình MobiTV đổi tên thành Truyền hình VivaTV.
- Ngày 12 tháng 3 năm 2020[20][21]: Truyền hình VivaTV đổi tên, trở lại với tên gọi Truyền hình AVG trước đây, đồng thời quy hoạch lại các gói kênh và tăng thêm nhiều kênh chương trình.
- Ngày 25 tháng 12 năm 2020[22]: Truyền hình AVG tuyên bố xây dựng hệ sinh thái đa kênh, đa nền tảng. Trong đó, AVG giới thiệu các kênh truyền hình dự định ra mắt, cùng với việc công bố ứng dụng xem truyền hình trực tuyến.
- Tháng 6 năm 2021[23]: Truyền hình AVG thực hiện thay đổi gói kênh chương trình, đồng thời cho ra mắt Kênh truyền hình giải trí NET Stars (SCTV2).
- Tháng 6 năm 2022: Truyền hình AVG thay đổi chủ sở hữu, tuy nhiên thông tin không được tiết lộ.

## Hạ tầng kỹ thuật
- Trung tâm Tổng khống chế NOC (Network Operation Center):
  - Địa chỉ: Trung tâm Truyền hình, 82 Duy Tân, Quận Cầu Giấy, Hà Nội, Việt Nam.
  - Mô hình tham khảo: Nhà tư vấn Ascent Media (Hoa Kỳ)
  - Hoạt động: Tổng khống chế NOC bao gồm hệ thống giám sát, xử lý tín hiệu và nén ghép kênh. Quá trình kiểm soát phát sóng được thực hiện trực tiếp tại Trung tâm Tổng khống chế NOC
- Trung tâm Giám sát và điều độ vận hành mạng từ xa NCC (Network Control Center):
  - Địa chỉ: 82 Duy Tân, Quận Cầu Giấy, Hà Nội, Việt Nam.
  - Hệ thống: Gồm 51 màn hình lớn kết hợp với hệ thống máy chủ, các máy trạm và hệ thống phần mềm chuyên dụng.
  - Hoạt động: Từ điểm thu tín hiệu đầu vào, đến tổng khống chế, hạ tầng truyền dẫn, các trạm phát sóng mặt đất, điểm thu phát sóng vệ tinh trên phạm vi toàn quốc.

Từ mạng lưới kiểm tra thử (probe) được triển khai tại các khu dân cư, NCC kiểm soát được tín hiệu và chất lượng chương trình mà khách hàng thu được.
- Hệ thống khóa mã bảo mật nội dung CAS:
  - Hoạt động: AVG – Truyền hình An Viên sử dụng hệ khóa mã bảo mật nội dung (CAS) kết hợp với thẻ giải mã (Smartcard), thị trường truyền hình số thế giới đã kiểm chứng về tính bảo mật và sự an toàn trong quá trình hoạt động.[24]

## Các kênh truyền hình liên kết sản xuất

### Các kênh chuyên biệt

#### An Viên
An Viên có nội dung mang âm hưởng văn hóa Phương Đông, tôn vinh văn hóa dân tộc và các giá trị đạo đức, lối sống dựa trên những triết lý của Phật giáo, đó chính là giáo lý Từ bi và Trí tuệ của đạo Phật.

#### NCM
NCM là viết tắt của ba chữ cái đầu trong câu khẩu hiệu của Olympic thể thao: Nhanh hơn - Cao hơn - Mạnh hơn. Kênh NCM bao gồm những chương trình thuộc lĩnh vực thể thao, giải trí, trong đó đưa tin về các sự kiện, hoạt động trên tất cả các lĩnh vực thể thao trong và quốc tế.

#### Phim hay
Phim hay là  chuyên phát sóng những bộ phim truyền hình và điện ảnh trong và ngoài nước. Ngoài những bộ phim trong nước, kênh Phim hay còn phát sóng các phim được mua bản quyền từ các nước Châu Á có đời sống gần gũi với người Việt như Hàn Quốc, Trung Quốc, Singapore, Thái Lan,…

#### SAM
SAM là viết tắt chữ cái đầu của ba từ: Styles - Abilities - Motivations (phong cách, kỹ năng và động lực).  SAM là kênh truyền hình phát sóng những chương trình giải trí dành cho khán giả ở độ tuổi thiếu nhi như các bộ phim hoạt hình trong nước và quốc tế, các game show vui nhộn, ngoài ra còn nhiều chương trình mang tính giáo dục.

#### ViệtTeen
ViệtTeen là kênh âm nhạc dành riêng cho khán giả yêu thích âm nhạc ở độ tuổi thanh thiếu niên.  ViệtTeen phát sóng những ca khúc mới trên thị trường âm nhạc trong nước và quốc tế cũng như cập nhật những thông tin về lĩnh vực âm nhạc, giải trí.

### Các kênh ca nhạc có hình
Bao gồm 5 kênh phát thanh có hình (theo dạng slide) phát sóng trên AVG – Truyền hình An Viên với những ca khúc thuộc các thể loại khác nhau.

#### Nhạc Cách Mạng
Bao gồm các ca khúc thuộc giai đoạn kháng chiến chống Pháp, ca khúc thuộc giai đoạn 1954 – 1975 và giai đoạn sau 1975 của nhiều tác giả nổi danh như Phạm Tuyên, Đỗ Nhuận, Phan Huỳnh Điểu, Hoàng Vân, Hoàng Việt, Huy Du...

#### Nhạc Cổ điển
Bao gồm các bản nhạc của những nhà soạn nhạc đã đi vào lịch sử âm nhạc thế giới như Mozart, Beethoven, Bach…

#### Nhạc Trữ tình
Bao gồm 2 thể loại âm nhạc trong nước: Nhạc tiền chiến và những tình khúc thời kỳ 1954 – 1975 của các tác giả như Văn Cao, Phạm Duy, Hoàng Thị Thơ, Ngô Thụy Miên, Trịnh Công Sơn...

#### Nhạc Trẻ
Bao gồm những bài hát nhạc trẻ trong nước và các bài hát từ thị trường âm nhạc nước ngoài như nhạc trẻ Anh, Mỹ, Hàn Quốc.

#### Nhạc Dân tộc
Bao gồm các bài hát mang âm hưởng dân ca của nhiều khu vực khác nhau như: Quan họ Bắc Ninh, Hát Xoan Phú Thọ, Ca trù, Hò Huế, Hô Bài chòi, Hò Nam Bộ, Đờn ca tài tử…

### Các kênh trong nước
Bao gồm: VTV1, VTV2, VTV3, VTV4, VTV5, VTV Cần Thơ, VTV7, VTV8, VTV9, ANTV, VNews, H1, H2, HTV7, HTV9, HTV Thể Thao, BTV1, THVL1, HTVC Thuần Việt, VTC1, VTC3,...

### Các kênh nước ngoài
Bao gồm: HBO, ESPN (nay là FOX Sports), Star Movies (nay là FOX Movies), Star World (nay là FOX Life), AXN, Discovery, Cinemax, Fashion TV, Star Sports (nay là FOX Sports 2)…

## Đánh giá
| “                                                              | Công nghệ DVB-T2 cho phép nén nhiều dữ liệu hơn trên một kênh truyền hình số, từ đó có thể chuyển tải tới người xem nhiều kênh truyền hình SD và HD hơn. Chúng tôi rất vui khi có thể công nhận rằng AVG hiện đã và đang sử dụng các công nghệ tiên tiến nhất thế giới cho việc phát sóng quảng bá truyền hình dựa trên nền tảng chuẩn DVB-T2 - nền tảng hiện đại nhất hiện nay cho truyền hình số mặt đất. | ” |
| — Hiệp hội Phát thanh Truyền hình châu Á-Thái Bình Dương (ABU) | |   |

## Khẩu hiệu
11/11/2011 - 25/04/2016: "Nguồn lợi ích của đồng bào - Niềm tự hào của người Việt"
29/03/2013 - 25/04/2016: "Nguồn lợi ích của đồng bào - Niềm tự hào của dân tộc"
11/11/2014 - 25/04/2016: "Tốt" mà "tiết kiệm", "Hay" mà "tiết kiệm"
26/04/2016 - 30/08/2019: "MobiTV - Kết nối cảm xúc"
31/08/2019 - 31/03/2020: "VivaTV - Xem là vui!"
12/03/2020 - nay: AVG - "Truyền hình của mọi nhà, Tăng kết nối, thêm niềm vui!"